# Laura Lange

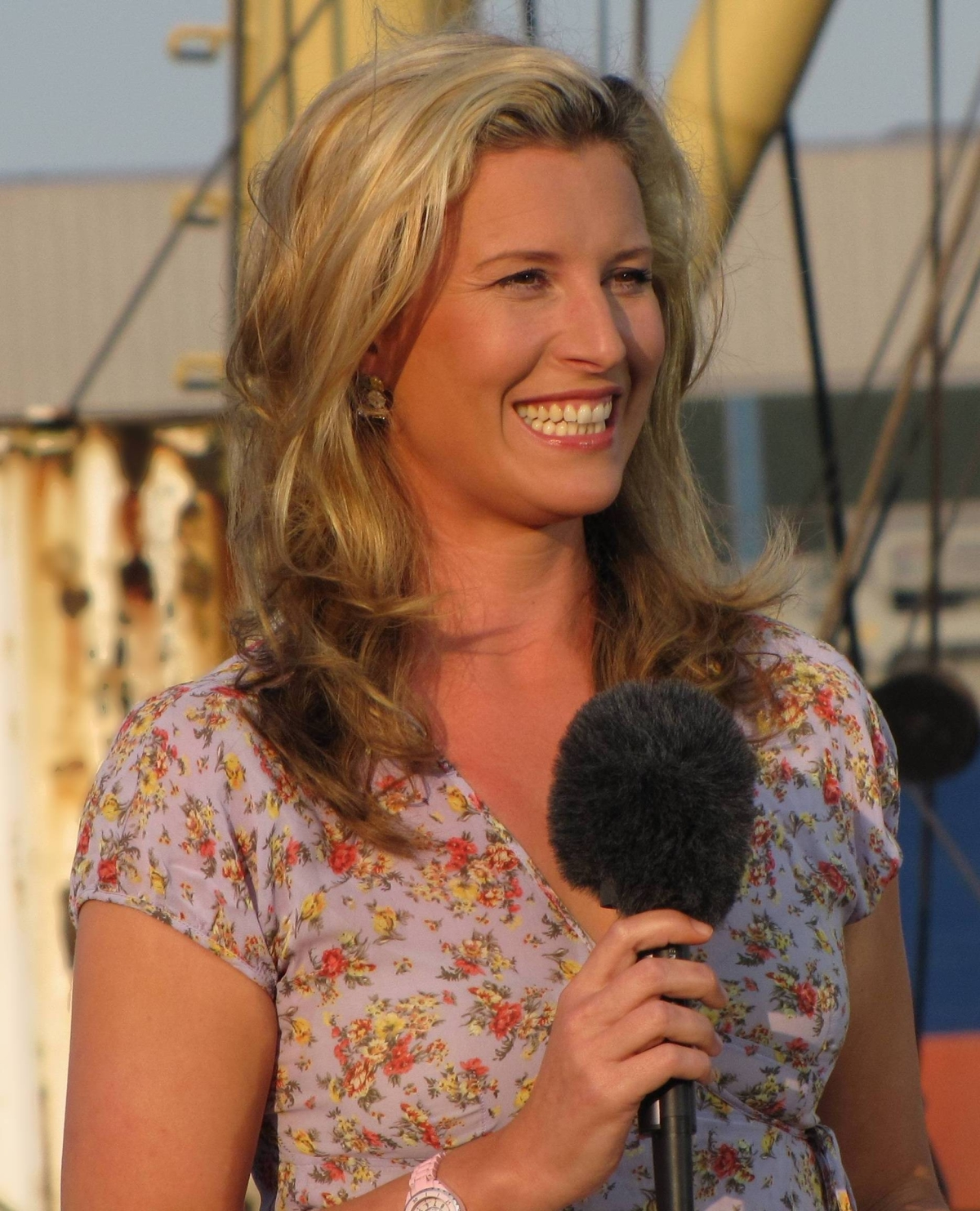
Laura Lange bei der Moderation des Schleswig-Holstein Magazins an der Kieler Museumsbrücke 2009

Laura Lange (* 1972 in Hamburg) ist eine deutsche Fernsehjournalistin und Moderatorin.

## Leben
Die journalistische Karriere begann Laura Lange mit einem Redaktionsvolontariat bei der Hamburger Verlagsgruppe Milchstraße. Im Anschluss arbeitete sie bei Radio Energy und machte erste TV-Erfahrungen beim Pay-TV-Sender Premiere. Im Jahr 1996 wechselte sie nach Düsseldorf zum Wetterkanal.
Zurück in Hamburg präsentierte sie fünf Jahre lang das Regionalfenster Guten Abend RTL für die Länder Schleswig-Holstein und Hamburg.
Nach einem Aufenthalt in den USA ergänzt Lange das Moderatorenteam des Schleswig-Holstein Magazins im NDR-Fernsehen. Zudem war sie für diesen Sender Moderatorin des Urlaubsmagazins Lust auf Norden. Seit 2012 ist sie zudem als moderierende Redakteurin für den Nordseereport im Einsatz.
Laura Lange ist Tochter einer Mailänderin und spricht fließend Italienisch. Sie ist Mutter zweier Kinder.